# Floni
Floni, pseudonimo di Friðrik Jóhann Róbertsson (Vesturbær, 2 marzo 1998), è un rapper e produttore discografico islandese.

## Biografia
Nato nel quartiere di Vesturbær da padre sloveno e da madre per metà islandese e per metà svizzera, si è avvicinato al mondo musicale sin dalla giovane età dopo aver imparato a suonare il pianoforte e il violino. Ha intrapreso la propria carriera nel 2017 con la pubblicazione del suo album in studio di debutto eponimo attraverso l'etichetta Les Frères Stefson, parte del gruppo islandese della Sony Music, che è risultato uno dei 23 dischi più venduti a livello nazionale nel corso dell'anno con 920 unità. L'anno seguente ha aggiunto al suo totale altre 3 492 unità, risultando in questo modo il 2º album più venduto in suolo islandese dell'intero anno, solo dietro a Afsakið hlé di JóiPé & Króli. Sempre nel 2018 ha partecipato come artista ospite a Lætur mig di GDRN, che oltre a fruttare all'artista due Íslensku tónlistarverðlaunin, è divenuto uno dei maggiori successi del 2019 nella Tónlistinn, così come Falskar ástir, 100P e Fyrir aðra.
A gennaio 2019 viene messo in commercio Floni 2, che ha raggiunto la vetta della classifica islandese degli album e l'ha mantenuta per sei settimane consecutive. Secondo la Félag Hljómplötuframleiðenda, è risultato il 2º disco più venduto dell'intero anno con 3 544 unità, bloccato soltanto da When We All Fall Asleep, Where Do We Go? di Billie Eilish. L'anno successivo Falskar ástir ha ottenuto l'Íslensku tónlistarverðlaunin alla canzone rap/hip hop dell'anno.
Nel 2021 è uscito il primo EP dell'artista, realizzato con Auður, che ha piazzato tutte le cinque tracce presenti nel progetto nella classifica dei singoli islandese, tra cui Að morgni til in top twenty. A luglio del medesimo anno è stato pubblicato il primo EP da solista Demotape 01, che ha esordito al 2º posto nella graduatoria dei dischi e che ha collocato due tracce nella top forty nazionale.
Floni 3, pubblicato nell'ottobre 2024, ha segnato il ritorno del rapper sulle scene musicali; si tratta del suo secondo disco numero uno e ha piazzato le dodici tracce nella top 40.

## Discografia

### Album in studio
- 2017 – Floni
- 2019 – Floni 2
- 2024 – Floni 3

### EP
- 2021 – Venus (con Auður)
- 2021 – Demotape 01

### Singoli
- 2017 – Tala saman
- 2017 – Leika
- 2018 – Party
- 2018 – OMG (con Birnir e Joey Christ)
- 2020 – Hinar stelpurnar
- 2020 – Týnd og einmana (con Auður)
- 2024 – Ástin mín remix (con Daniil)
- 2024 – Engill
- 2024 – Sárum
- 2025 – Sjúk (con Joey Christ)
- 2025 – Fögnum í kvöld

### Collaborazioni
- 2018 – Lætur mig (GDRN feat. Floni)
- 2019 – Saman (Emmsjé Gauti feat. Floni)